# Mandan (North Dakota)
 For alternative betydninger, se Mandan. (Se også artikler, som begynder med Mandan)
Mandan er en amerikansk by og administrativt centrum for det amerikanske county Morton County i staten North Dakota. I 2000 havde byen et indbyggertal på 16.718
Byen er opkaldt efter mandan-stammen, der holdt til i området gennem århundreder.:197 